# Tercio de la Liga
Llamado con anterioridad Tercio Costa de Granada, el Tercio de la Liga fue uno de los tercios movilizados, a partir del Tercio Costa de Granada, gracias a la Santa Liga con el objetivo de atacar y acabar con la amenaza de los otomanos y piratas berberiscos, básicamente a partir de la Batalla de Lepanto.
Este tercio, que se enfrentó con los turcos en celebérrimas batallas como Lepanto (1571), estaba formado por hombres embarcados en galeras, cuya misión era patrullar por las costas italianas, sobre todo del sur en busca de posibles ataques piratas o incursiones de piratas berberiscos en tierra. Los hombres que no estaban embarcados formaban parte de las guarniciones que bordeaban la costa italiana, como atalayas o faros. Sus guarniciones en Apulia y Calabria eran:
1. Nola
2. Ruvo
3. Barletta
4. Andria (Bari)
5. Canosa (Foggia)
6. Ceriñola
7. Otranto
8. Malfi

Este tercio era, comparado con los otros tercios, más grande, pues tenía más efectivos que otros tercios. Además a este tercio a veces se le unía el tercio de galeras de Sicilia y el Tercio nuevo de Nápoles.